# Robert Schmidt-Matt

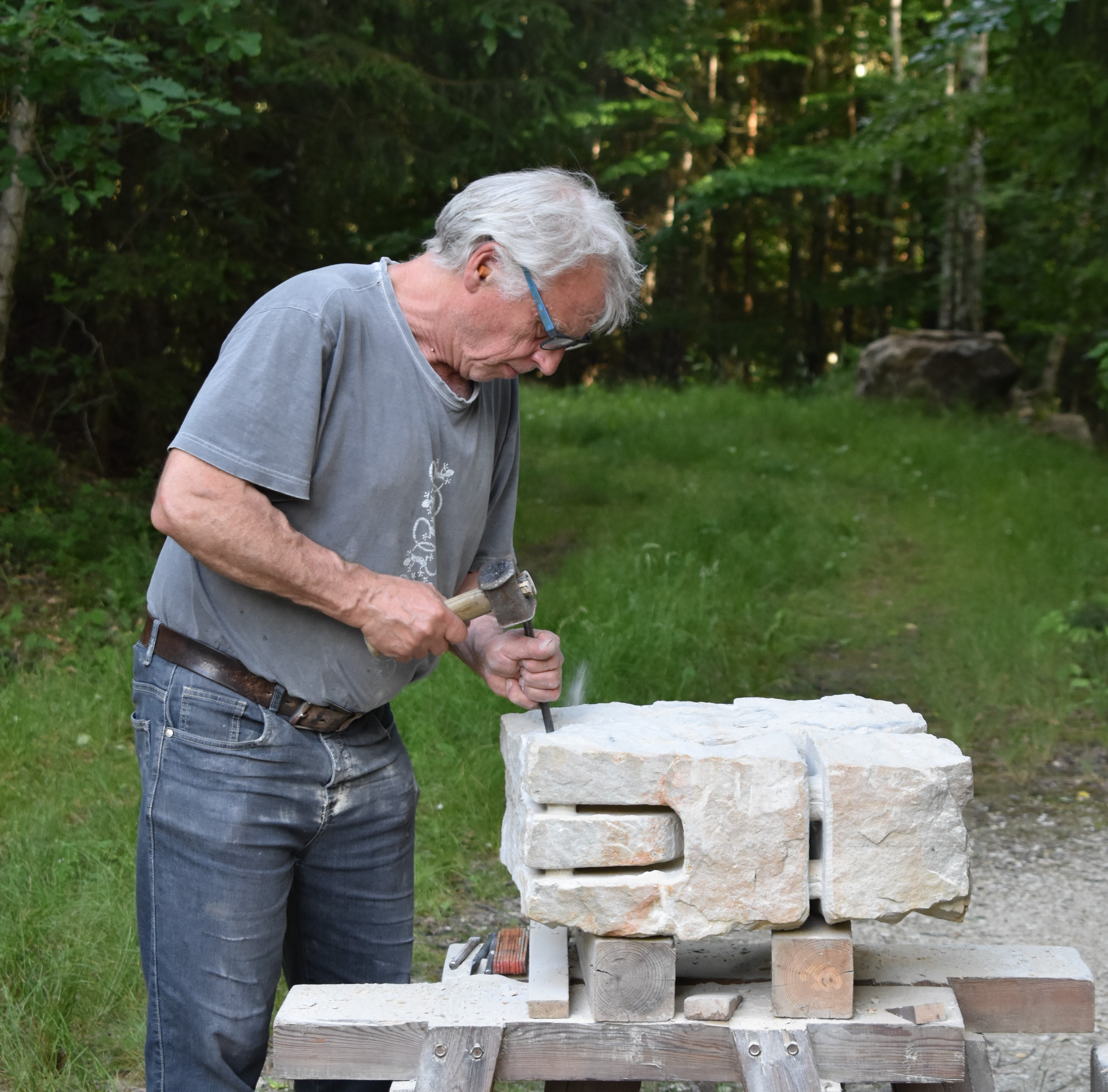
Robert Schmidt-Matt, 2022

Robert Schmidt-Matt (* 1. Januar 1954 in Berlin-Kreuzberg) ist ein deutscher Bildhauer.

## Leben
Nach einem Studium der Malerei an der Hochschule der Bildenden Künste in Berlin, wo zu seinen Lehrern Fred Thieler und Gerhard Fietz gehörten, wechselte Robert Schmidt-Matt 1975 zur Bildhauerei. Dieses Studium konnte er 1984 erfolgreich abschließen, nachdem er zuvor Meisterschüler bei Michael Schoenholtz war.
Seit 1982 ist Robert Schmidt-Matt Mitglied im Bundesverband Bildender Künstlerinnen und Künstler und arbeitet seit 1984 freischaffend.
Von 1990 bis 2007 war Robert Schmidt-Matt künstlerischer Leiter der Sommerakademie Marburg. Von 1995 bis 1999 hatte er einen Lehrauftrag an der Hochschule der Künste Berlin inne.
Im Rahmen seines bildhauerischen Schaffens beteiligte er sich an Bildhauersymposien in Berlin, Bernau bei Berlin, Bielefeld, Reinhardtsdorf, Sutthausen, Vellmar, Valley, Dakar (Senegal), Mersin (Türkei) und Wiltz (Luxemburg).

## Zitat
„Robert Schmidt-Matt ... erweitert das traditionell homogene Bild und lässt uns den Stein anders erfahren, indem er neue Möglichkeiten der Raumbildung und Raumschöpfung im klassischen Material auslotet. Das massive Volumen zerlegt der Künstler in Einzelteile, belässt sie aber im Verbund und macht dadurch die Gesamtform wandelbar. Statt die Oberfläche aufzubrechen, durchdringt Robert Schmidt-Matt den verborgenen Raum. Er ersinnt Formen innerhalb des Steinkubus und entwickelt dafür ein gedankliches Schnittmuster. Mit Hammer und Meißel arbeitet er vertikal in das Material. Er zerlegt damit das innere Volumen, ohne es zu teilen und löst miteinander verzahnte Formen heraus.“

## Ausstellungen (Auswahl)
- 1988 Kunsthalle Bielefeld
- 1990 Galerie Mutter Fourage, Berlin
- 1991 Torhausgalerie, Braunschweig
- 1993 Simultanhalle, Köln
- 1994 Galerie im Turm, Berlin
- 1998 Galerie am Prater, Berlin
- 2019 Kunstverein Rosenheim

## Werke (Auswahl)
Arbeiten für das Theater
Seit 2002 fertigte Robert Schmidt-Matt zahlreiche Bühnenbilder für das Theaterforum Kreuzberg:
- 2002 Die Ballade vom Großen Makabre (Michel de Ghelderode)
- 2003 Das Hotel (Max Beckmann)
- 2004 Das Blaue Ungeheuer (Carlo Gozzi)
- 2005 Jeux de massacre (Eugène Ionesco)
- 2008 Leinwandmesser, die Geschichte eines Pferdes (nach Tolstoi)
- 2010 Jakob oder die Unterwerfung (Eugène Ionesco)
- 2013 Wolf im Korb (Roger Vitrac)
- 2018 Verkehrte Welt (Ludwig Tieck)
- 2020 Die Vögel (Aristophanes)
- 2022 Die Riesen vom Berge (Luigi Pirandello)

Bildhauerarbeiten
- 1985 Figurengruppe „Drei Liegende“ (Auftrag für die Bundesgartenschau 1985 in Berlin)
- 1987 Brunnenanlage Helmstraße, Berlin[3]
- 1987/88 Gedenktafelcollage für die Weiße Rose auf dem Geschwister-Scholl-Platz in München
- 2020 „Das Gemeinsame im Ganzen“, Kunsthof Bernau bei Berlin, Arbeit im Rahmen des deutsch-polnischen Bildhauersymposiums „Terrain – Teren“[4]

## Auszeichnungen und Stipendien
- 1984 1. Preis im Wettbewerb „Brunnen Buckower Damm“ für die Bundesgartenschau 1985 in Berlin
- 1987 RischArt-Preis für die Gedenktafelcollage für die Weiße Rose auf dem Geschwister-Scholl-Platz in München
- 1988 Förderpreis der Prinz Luitpold-Stiftung
- 2022 Erster Preis im Wettbewerb zur Umgestaltung des Marktplatzes in Berlin-Friedrichshagen